# Dominik O.K.
Dominik O.K. je peti studijski album kršćanskog rock sastava Glasnici nade. 
U stvaranju albuma uz braću Bobaš sudjelovali su još i Zlatan Ćehić Ćeha (bas-gitara i pozadinski vokal) kao producent i programer, Mario Zidar (solo gitara), Robert Jurčec Robi (bubnjevi) i Samir Šestan (klavijature i mix).

## Popis pjesama
1. "...dok tražim Glasnike" - 0:59
2. "Glasnici nade" - 7:22
3. "Nikad ne reci nikad" - 3:35
4. "Reci mi" - 3:30
5. "Na putu vjere" - 5:19
6. "Tvoja ljubav može sve" - 4:08
7. "Otkad sam s njom" - 3:26
8. "II. sjećanja" - 3:48
9. "Te Deum" - 6:17
10. "Glasniku goleme nade" - 5:55